# Grande Prêmio da Alemanha de 1971
Resultados do Grande Prêmio da Alemanha de Fórmula 1 realizado em Nürburgring em 1º de agosto de 1971. Sétima etapa da temporada, teve como vencedor o britânico Jackie Stewart, que subiu ao pódio junto a François Cevert numa dobradinha da Tyrrell-Ford, com Clay Regazzoni em terceiro pela Ferrari.

## Classificação da prova
| Pos. | Nº | Piloto             | Construtor       | Voltas | Tempo/Diferença          | Grid | Pontos |
| ---- | -- | ------------------ | ---------------- | ------ | ------------------------ | ---- | ------ |
| 1    | 2  | Jackie Stewart     | Tyrrell-Ford     | 12     | 1:29:16.3                | 1    | 9      |
| 2    | 3  | François Cevert    | Tyrrell-Ford     | 12     | + 30.1                   | 5    | 6      |
| 3    | 6  | Clay Regazzoni     | Ferrari          | 12     | + 37.1                   | 4    | 4      |
| 4    | 5  | Mario Andretti     | Ferrari          | 12     | + 2:05.0                 | 11   | 3      |
| 5    | 15 | Ronnie Peterson    | March-Ford       | 12     | + 2:29.1                 | 7    | 2      |
| 6    | 25 | Tim Schenken       | Brabham-Ford     | 12     | + 2:58.6                 | 9    | 1      |
| 7    | 7  | John Surtees       | Surtees-Ford     | 12     | + 3:19.0                 | 15   |        |
| 8    | 9  | Reine Wisell       | Lotus-Ford       | 12     | + 6:31.7                 | 17   |        |
| 9    | 24 | Graham Hill        | Brabham-Ford     | 12     | + 6:37.0                 | 13   |        |
| 10   | 12 | Rolf Stommelen     | Surtees-Ford     | 11     | + 1 volta                | 12   |        |
| 11   | 22 | Vic Elford         | BRM              | 11     | + 1 volta                | 18   |        |
| 12   | 17 | Nanni Galli        | March-Alfa Romeo | 10     | + 2 voltas               | 21   |        |
| Ret  | 8  | Emerson Fittipaldi | Lotus-Ford       | 8      | Vazamento de óleo        | 8    |        |
| DSQ  | 21 | Jo Siffert         | BRM              | 6      | Desclassificado          | 3    |        |
| Ret  | 10 | Chris Amon         | Matra            | 6      | Acidente                 | 16   |        |
| Ret  | 14 | Henri Pescarolo    | March-Ford       | 5      | Suspensão                | 10   |        |
| Ret  | 20 | Peter Gethin       | McLaren-Ford     | 5      | Acidente                 | 19   |        |
| Ret  | 18 | Denny Hulme        | McLaren-Ford     | 3      | Vazamento de combustível | 6    |        |
| DSQ  | 28 | Mike Beuttler      | March-Ford       | 3      | Desclassificado          | 22   |        |
| Ret  | 23 | Howden Ganley      | BRM              | 2      | Motor                    | 14   |        |
| Ret  | 16 | Andrea de Adamich  | March-Alfa Romeo | 2      | Injeção                  | 20   |        |
| Ret  | 4  | Jacky Ickx         | Ferrari          | 1      | Acidente                 | 2    |        |
| DNQ  | 27 | Jo Bonnier         | McLaren-Ford     |        |                          |      |        |
| WD   | 27 | Helmut Marko       | McLaren-Ford     |        | Carro entregue a Bonnier |      |        |

## Tabela do campeonato após a corrida
|   | Pos. | Piloto          | Pontos |
| - | ---- | --------------- | ------ |
|   | 1    | Jackie Stewart  | 51     |
|   | 2    | Jacky Ickx      | 19     |
|   | 3    | Ronnie Peterson | 17     |
| 1 | 4    | Mario Andretti  | 12     |
| 2 | 5    | Clay Regazzoni  | 12     |

|  | Pos. | Construtor   | Pontos |
|  | ---- | ------------ | ------ |
|  | 1    | Tyrrell-Ford | 51     |
|  | 2    | Ferrari      | 32     |
|  | 3    | March-Ford   | 17     |
|  | 4    | Lotus-Ford   | 13     |
|  | 5    | BRM          | 12     |

- Nota: Somente as primeiras cinco posições estão listadas. Em 1971 os pilotos computariam cinco resultados nas seis primeiras corridas do ano e quatro nas últimas cinco. Neste ponto esclarecemos: na tabela dos construtores figurava somente o melhor colocado dentre os carros de um time.